# Алфавітна синтагма

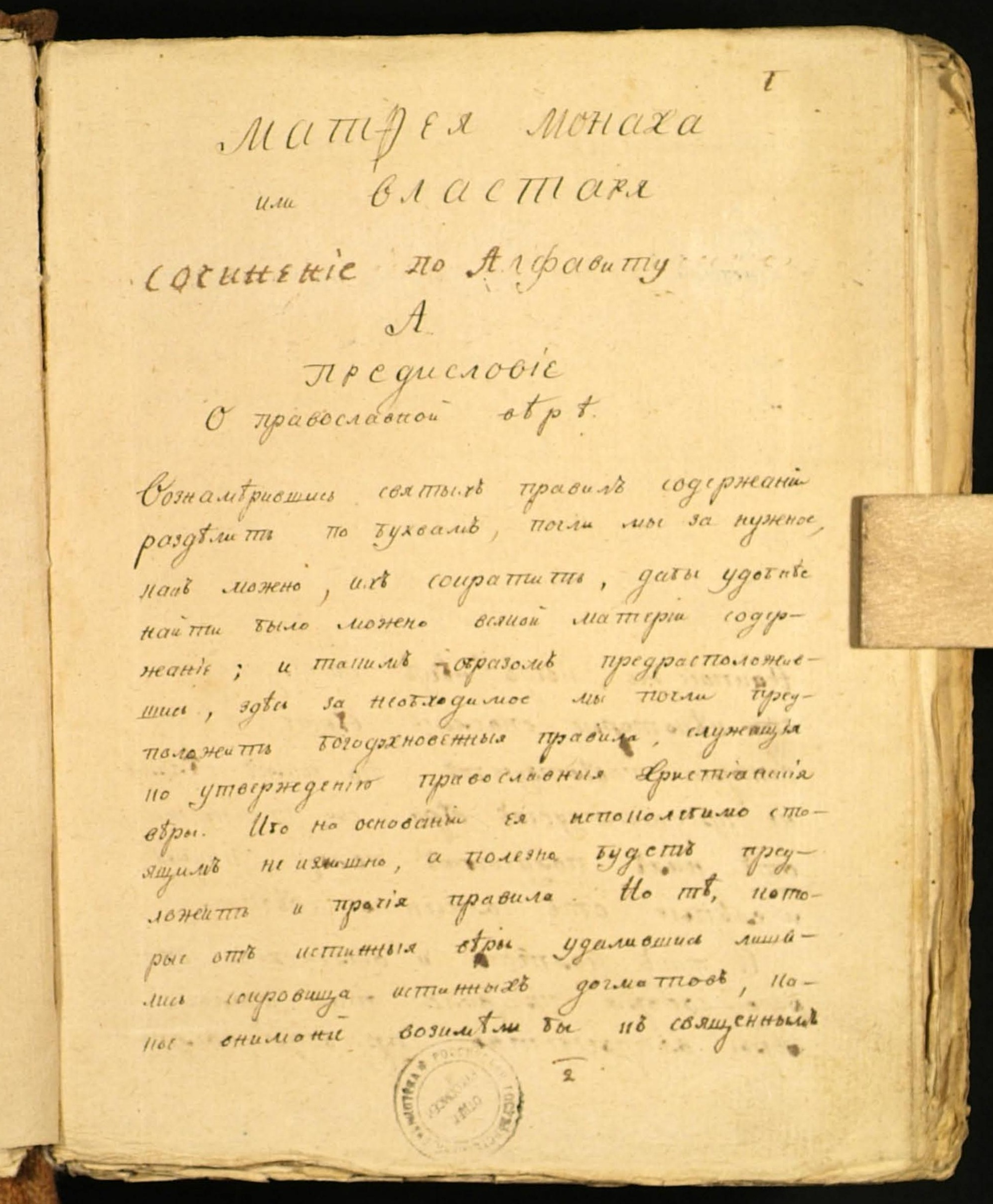
Алфавітна синтагма Матвія Властаря. Рукопис кінця XVIII століття, переклад з грецької мови — Василь Сергієвський

Алфавітна синтагма (грец. Σύνταγμα κατὰ στοιχεῖον) — словник церковного права, складений в 1335 році візантійським каноністом Матвієм Властарем.
Збірка складається з 24-х розділів за кількістю букв грецького алфавіту, що і дало йому назву «Алфавітна синтагма». У нього включені як норми церковного права, так і світські закони. Матвій Властарь, складаючи синтагму, мав на меті викласти всі існуючі канони церкви, соборні визначення Константинопольського патріархату, укази патріарха і т. д. В кожному розділі в окремій главі наводиться предмет регулювання і до нього добірка канонів і законів. Всього налічується 303 глави. У передмові до роботи їм було дано короткий огляд історії церковного і світського права, починаючи з римського періоду. Наводячи норми церковного права, Матвій, у ряді випадків, дослівно повторював зроблені до них тлумачення Івана Зонары і Феодора Вальсамона, але не приводив посилань на них. Згідно з вказівкою самого Матвія, даній ним в «Синтагме», він «скоротив і полегшив шлях, який веде до розуміння правил, і відняв привід до відговорок у тих, яким не хочеться зайнятися вивченням».
Збірник став дуже популярним, в 1346 році його перевели на слов'янську мову за вказівкою царя Стефана Душана. У цей же час була створена скорочена редакція «Алфавітної синтагми». З Сербії «Синтагма» потрапила в Болгарію, а потім у Валахію і Молдавію. Однак у слов'янському перекладі грецькі слова починалися на інші букви і структура збірника порушувалася.
На замовлення царя Івана Грозного в середині XVI століття в Молдові був зроблений переклад «Синтагми» на слов'янську мову, але рукопис потрапив у львівський монастир Онуфрія Великого і не була доставлена в Москву. В кінці XVII століття з благословення патріарха Адріана був зроблений переклад «Синтагми» на слов'янську мову, а в 1783-1794 році диякон Василь Сергієвський зробив її переклад на російську мову. У 1889 році священик Микола Іллінський зробив новий переклад «Синтагми» з грецької мови на російську, в якому розмістив голови в алфавітному порядку з урахуванням перекладу грецьких термінів на російську мову.

## См. також
- Візантійське право